# Padunia lepnevae
Padunia lepnevae là một loài Trichoptera trong họ Glossosomatidae. Chúng phân bố ở miền Cổ bắc.